# P35 (Letland)
De P35 is een regionale weg in Letland. De weg loopt van Gulbene via Balvi en Viļaka naar de grens met Rusland bij Vientuļi en is 69,7 kilometer lang. In Rusland loopt de weg verder naar Pytalovo. 
P1 · 
P2 · 
P3 · 
P4 · 
P5 · 
P6 · 
P7 · 
P8 · 
P9 · 
P10 · 
P11 · 
P12 · 
P13 · 
P14 · 
P15 · 
P16 · 
P17 · 
P18 · 
P19 · 
P20 · 
P21 · 
P22 · 
P23 · 
P24 · 
P25 · 
P26 · 
P27 · 
P28 · 
P29 · 
P30 · 
P31 · 
P32 · 
P33 · 
P34 · 
P35 · 
P36 · 
P37 · 
P38 · 
P39 · 
P40 · 
P41 · 
P42 · 
P43 · 
P44 · 
P45 · 
P46 · 
P47 · 
P48 · 
P49 · 
P50 · 
P51 · 
P52 · 
P54 · 
P55 · 
P56 · 
P57 · 
P58 · 
P59 · 
P60 · 
P61 · 
P62 · 
P63 · 
P64 · 
P65 · 
P66 · 
P67 · 
P68 · 
P69 · 
P70 · 
P71 · 
P72 · 
P73 · 
P74 · 
P75 · 
P76 · 
P77 · 
P78 · 
P79 · 
P80 · 
P81 · 
P82 · 
P83 · 
P84 · 
P85 · 
P86 · 
P87 · 
P88 · 
P89 · 
P90 · 
P91 · 
P92 · 
P93 · 
P94 · 
P95 · 
P96 · 
P97 · 
P98 · 
P99 · 
P100 · 
P101 · 
P102 · 
P103 · 
P104 · 
P105 · 
P106 · 
P107 · 
P108 · 
P109 · 
P110 · 
P111 · 
P112 · 
P113 · 
P114 · 
P115 · 
P116 · 
P117 · 
P118 · 
P119 · 
P120 · 
P121 · 
P122 · 
P123 · 
P124 · 
P125 · 
P126 · 
P127 · 
P128 · 
P129 · 
P130 · 
P131 · 
P132 · 
P133 · 
P134 · 
P135 · 
P136